# Flughafen Presidente Prudente

i8
i11
i13
Der Flughafen Presidente Prudente (portugiesisch Aeroporto de Presidente Prudente; IATA-Code: PPB, ICAO-Code: SBDN) ist ein öffentlicher Flughafen 9 km von Presidente Prudente, São Paulo, Brasilien entfernt.

## Flughafendaten
Der Flughafen hat eine Asphaltpiste mit 2100 m Länge und 35 m Breite. Er liegt auf einer Seehöhe von 452 m. Er hat eine Fläche von 105 ha und eine Passagierkapazität von 574.000.

## Geschichte
Der Flughafen wurde 1939 eröffnet.
Das Consórcio Aeroportos Paulista erwarb im Juli 2021 die Konzession zum Betrieb des Flughafens für die nächsten 30 Jahre. Zuvor wurde er von DAESP (Departamento Aeroviário do Estado de São Paulo) dem Luftfahrtministerium des Bundesstaates São Paulo betrieben.

## Flugbetrieb
Im Jahr 2019 wurden 319.059 Passagiere transportiert und 12.988 Flugbewegungen durchgeführt.
LATAM Airlines Brasil, Gol Linhas Aéreas und Azul Linhas Aéreas sind die wichtigsten Fluggesellschaften, ⁣⁣die den Flughafen bedienen.